# La Fin du village

La Fin du village. Une histoire française est un essai d'ethnologie, de Jean-Pierre Le Goff, publié à Paris en 2012, qui étudie la fin des anciennes collectivités villageoises du Sud-Est de la France, à partir de l'exemple de Cadenet (Vaucluse). 
Le village de Cadenet est pour lui un lieu familier, il s'y rend en effet pour la première fois en 1983 par l'entremise d'une famille bien connue du village. Il retourne dans le village chaque été de 1984 à 2007 et parfois même le printemps, séjournant dans des endroits différents: tantôt au centre du village, tantôt à l'écart, sur les terres d'un paysan ou même dans un "petit cabanon". Ainsi, sa position n'est pas celle d'un sociologue considérant son terrain d'étude comme un "objet" extérieur, ce qui l'intéresse est en effet de comprendre de "l'intérieur" la mentalité des habitants, en particulier celle des anciens. Il s'est alors immiscé dans les rapports sociaux de cette collectivité villageoise, participant à la vie des habitants le temps d'un repas ou d'un café, le tout dans le but de retracer l'histoire de Cadenet, mais également celle de sa population, de ses activités, ses traditions, son identité ou également son attachement au village. 
Il veut ainsi comprendre quels sont les éléments qui ont conduit à la fin du village. 

## Méthodologie
Outre une connaissance informelle du village depuis près de trente ans, l'enquête de terrain a été effectuée de 2005 à 2007, certaines descriptions, notamment de lieux ne correspondent de ce fait plus à la réalité d'aujourd'hui.
Une centaine d'entretiens ont été réalisés, tous enregistrés: soixante entretiens semi-directifs d'une demi-heure à une heure et quarante propos recueillis dans les cafés, chez les particuliers, sur les places et dans la rue.
Parmi les interviewés, dix-neuf occupent des responsabilités institutionnelles dans la commune et dix-sept sont membres ou responsables d'associations. Leur situation sociale et leur profession sont différentes, on retrouve par exemple des retraités, des artisans et chefs d'entreprises ou encore des commerçants et des ouvriers. 
Vingt-trois personnes interviewées sont des "anciens" du village, il s'agit en effet des parents nés avant la dernière guerre ainsi que leurs enfants, ce qui fait que leur connaissance du village remonte au moins aux années 1950.
L'auteur a également consulté les archives et les bulletins municipaux, les bulletins d'associations locales, des documents recueillis auprès des services municipaux mais également auprès de l'office de tourisme et des particuliers. Il s'est également servi d'archives audiovisuelles, de la lecture du quotidien La Provence, et de documents du Parc naturel régional du Luberon auquel la commune est rattachée.
Il se base également sur l'ouvrage de Laurence Wylie, Un village du Vaucluse, publié en 1968 et 1979 ainsi que sur Commune en France. La métamorphose de Plozevet, écrit en 1967 par Edgar Morin.

## Sa vision du village
Dans un débat, organisé avec plusieurs collègues spécialistes d'autres disciplines, Jean-Pierre Le Goff tente de mener une réflexion autour de l'objet du village. Les propos qu'il tient dans cet article illustrent bien sa vision du village et son évolution.
Ainsi, pour lui le village est l'un des lieux qui a connu le plus de changements ces dernières années, tant sur le plan social que culturel. Ces transformations ont de ce fait marqué et continuent de marquer l'imaginaire social et la vision que l'on se fait du village. Son idéal-type, c'est-à-dire ses caractéristiques principales seraient alors un espace géographique où sont regroupées trois fonctions: le lieu d'habitat, le lieu de travail ainsi que le lieu de loisir ou de façon nuancée le lieu de la sociabilité. Pour lui, la fin du village illustre la disparition de ces trois caractéristiques au profit d'une seule, à savoir pour Cadenet celle d'habitation résidentielle. En effet, le village a vu arriver en très peu de temps de nombreuses populations venues de l'extérieur, notamment des grandes villes. Mais ces nouveaux venus gardent leurs habitudes de la ville et restent à distance des autres populations que cela soit sur le plan géographique ou social. En effet, ceux-ci décident d'habiter le plus souvent dans des lotissements en périphérie du centre ancien, dans des maisons entourées par des clôtures ce qui ne manque pas de faire réagir les plus anciens du village. Ainsi, l'idéal-type du village comme étant un lieu ou tout le monde se connaît, se salue et interagit s'en voit fortement modifié à cause de comportements de plus en plus individuels. Désormais, les habitants du village n'ont plus que pour seul point commun le fait de résider dans la même commune, mais leurs styles de vie, leurs traditions ne sont plus les mêmes ce qui crée un creuset culturel. 
Pour lui, ces nouveaux modes de vie se sont accentués avec les progrès technologiques et techniques des années 60 comme la facilité des modes de déplacement, l'arrivée de la télévision ou des centres commerciaux. Les activités traditionnelles du village liées par exemple à l'agriculture ont elles aussi été modifiées et le lien originel qui unissait les villageois à la nature en a été bouleversé.

## Table des matières
Le livre commence par une introduction et un prologue en deux chapitres (Le Bar des boules : Vie et traditions d'un café provençal, et Arrêts sur image)
Les cinq parties du développement sont :
1. Communauté villageoise et peuple ancien
2. La fin d'un monde
3. Le nouveau monde
4. Le village bariolé
5. Grandir et vieillir à Cadenet

Les chapitres en sont :
1. Un village de paysans et de vanniers. Travail et tradition provençales
2. Cher pays de mon enfance. Jeunesse et plaisirs d'autrefois
3. Le plaisir de la parole. Sociabilité et conflits
4. Les gens d'ici. Filiation et interconnaissance
5. Mémoires de guerre. Leçons d'humanité
6. Les derniers combattants ?
7. La grande transformation
8. Des soixante-huitards à la campagne
9. Des militants communistes face au nouvel air du temps
10. On ne ressuscite pas le passé. Patrimoine, culture et grands travaux
11. Le tissu associatif : facteur de renouveau ?
12. L'engagement associatif n'est plus ce qu'il était. Du bénévole au professionnel
13. Des citadins à la campagne. De la collectivité villageoise à l'individualisme urbain
14. Le maire, les pompiers et les gendarmes. Ruptures dans les traditions communales
15. Vivre dans un parc
16. Touristes et campeurs du nouveau monde
17. L'étrange univers des cultureux
18. Anciens et nouveaux curés. Des rituels et des mœurs
19. De nouvelles formes de spiritualité diffuse
20. Une modernisation problématique. Coexistence sociale et recomposition
21. Le retraité, la femme de cadre et l'entrepreneur
22. Des gens à qui parler ?
23. Intégration, pauvreté et déglingue
24. Maîtres d'école et nouvelles enseignantes
25. Organisation et mise en scène de la jeunesse citoyenne
26. Les nouveaux parcours de l'enfance et de l'adolescence
27. Famille et éducation : le grand chambardement
28. Où sont passés les vieux ?

L'épilogue se compose de deux chapitres : La Provence en morceau (Le chasseur, le berger et le cafetier), Retour sur les lieux d'un patrimoine).
Suivent de brèves annexes.

## Éditions
- La Fin du village. Une histoire française, Paris, Gallimard, 2012, 592 pages  (ISBN 978-2-07-077442-5)

## Récompenses
Les recensions sont élogieuses,.
- Grand Prix du livre historique de Provence (2012)
- Prix Montaigne (2013)
- Prix du Mémorial, grand prix littéraire d'Ajaccio (2013)
- Prix Biguet de l'Académie française (2013)